# Pál Budai (bokser)
Pál Budai (ur. 7 lutego 1925 w Budapeszcie) – węgierski bokser, wicemistrz Europy z 1955, olimpijczyk.
Odpadł w ćwierćfinale wagi półśredniej (do 66,7 kg) na mistrzostwach Europy w 1947 w Dublinie. Na mistrzostwach Europy w 1951 w Mediolanie odpadł w ćwierćfinale kategorii lekkopółśredniej (do 63,5 kg) po przegranej z Peterem Müllerem ze Szwajcarii.
Przegrał pierwszą walkę w wadze półśredniej (do 67 kg) na igrzyskach olimpijskich w 1952 w Helsinkach z późniejszym brązowym medalistą Güntherem Heidemannem z Republiki Federalnej Niemiec.
Zdobył srebrny medal w wadze lekkopółśredniej na mistrzostwach Europy w 1955 w Berlinie Zachodnim po wygraniu trzech walk (w tym ćwierćfinałowej z Constantinem Dumitrescu z Rumunii i półfinałowej z Hansem Petersenem z Danii) i porażce w finale z Leszkiem Drogoszem.
Był mistrzem Węgier w wadze półśredniej w 1947, w wadze lekkiej (do 61,2 kg) w 1948, w wadze lekkopółśredniej w 1951 oraz w wadze półśredniej w 1953 i 1955, a także brązowym medalistą w wadze półśredniej w 1954.